# Cryptocephalus cicatricosus
Cryptocephalus cicatricosus – gatunek z rzędu chrząszczy z rodziny stonkowatych (Chrysomelidae). Gatunek po raz pierwszy został naukowo opisany w 1845 roku przez Lucasa.